# Кузьмина, Наталья Ивановна
Наталья Ивановна Кузьмина (род. 27 октября 1953, Жуковский, Московская область) — советский и российский тренер по художественной гимнастике, судья, спортивный функционер. Заслуженный тренер СССР.

## Карьера
На тренерской работе с 1974 года. Занимала пост главного тренера сборной СССР/СНГ с 1985 по 1992 год. Среди воспитанниц Кузьминой — Марина Лобач, Александра Тимошенко, Марина Белоглазова, Оксана Скалдина и Оксана Костина. С 1992 года живёт и работает в Японии. С 2013 года по 2021 год Наталья Кузьмина возглавляла Технический комитет по художественной гимнастике в Международной федерации гимнастики.
Награждена орденом Почёта.